# Tour della nazionale maschile di rugby a 15 della Nuova Zelanda 1963-1964
Alla fine del 1963, gli All Blacks si recano in tour in Europa e Canada. Un tour trionfale con 34 vittorie in 36 partite un pareggio con la Scozia, che impedisce loro di conquistare il Grande Slam e una sola sconfitta in un mid-week match contro Newport.

## Risultati
Sistema di punteggio: meta = 3 punti, Trasformazione=2 punti. Punizione e calcio da mark= 3 punti. drop = 3 punti. 
| Oxford 23 1963 | Oxford University | 3 – 19 | Nuova Zelanda XV | Iffley Road |

| Hove 26 ottobre 1963 | Southern Counties | 3 – 32 | Nuova Zelanda XV | Hove Greyhound |

| Newport 30 ottobre 1963 | Newport RFC | 3 – 0 | Nuova Zelanda XV | Rodney Parade |

| Port Talbot 2 novembre 1963 | Neath & Aberavon | 6 – 11 | Nuova Zelanda XV | Talbot Athletic Ground |

| Abertillery 6 novembre 1963 | Abertillery & Ebbw Vale | 0 – 13 | Nuova Zelanda XV | Abertillery Ground |

| Londra 9 novembre 1963 | London Counties | 0 – 27 | Nuova Zelanda XV | Stadio di Twickenham |

| Cambridge 13 novembre 1963 | Cambridge University | 6 – 20 | Nuova Zelanda XV | Grange Road |

| Hawick 16 novembre 1963 | South of Scotland | 0 – 8 | Nuova Zelanda XV | Mansfield Park |

| Glasgow 20 novembre 1963 | Glasgow & Edinburgh | 3 – 33 | Nuova Zelanda XV | Little Hughenden Park |

| Cardiff 23 novembre 1963 | Cardiff RFC | 5 – 6 | Nuova Zelanda XV | National Stadium |

| Pontypool 27 novembre 1963 | Pontypool & Cross Keys | 0 – 11 | Nuova Zelanda XV | Pontypool Park |

| Exeter 30 novembre 1963 | South-Western Counties | 6 – 38 | Nuova Zelanda XV | County Ground |

| Coventry 3 dicembre 1963 | Midland Counties | 9 – 37 | Nuova Zelanda XV | Highfield Road |

| Arbitro: | H.B. Keenan |

| |            | |
| mete: Fortune trasf.: Kiernan | Marcatori  | mete: Tremain c.p.: Clarke |
| 15.Tom Kiernan, 14.John Fortune, 13.Patrick Casey, 12.Jerry Walsh, 11.Alan Duggan, 10.Michael English, 9.James Kelly (c), 8.Patrick O'Sullivan, 7.Noel Murphy, 6.Eamonn McGuire, 5.Bill Mulcahy, 4.Willie-John McBride, 3.Ray McLoughlin, 2.Ronnie Dawson, 1.Patrick Dwyer | Formazioni | 15.Don Clarke, 14.Malcolm Dick, 13.Paul Little, 12.Bluey Arnold, 11.Ralph Caulton, 10.Macfarlane Herewini, 9.Kevin Briscoe, 8.Stan Meads, 7.Kel Tremain, 6.David Graham, 5.Allan Stewart, 4.Colin Meads, 3.Ken Gray, 2.Denis Young, 1.Wilson Whineray (c) Tries Tries Cons Cons none Pens none Pens Clarke |

| Limerick 11 dicembre 1963 | Munster | 3 – 6 | Nuova Zelanda XV | Thomond Park |

| Swansea 14 dicembre 1963 | Swansea RFC | 9 – 16 | Nuova Zelanda XV | St. Helen's |

| Bristol 17 dicembre 1963 | Western Counties | 14 – 22 | Nuova Zelanda XV | Memorial Ground |

| Arbitro: | Ray Williams |

| |            | |
| mete: trasf.: c.p.: Drop: | Marcatori  | c.p.: Clarke Drop: Watt |
| 15.Grahame Hodgson, 14.Robert Morgan, 13.Ken Jones, 12.Dick Uzzell, 11.Dewi Bebb, 10.David Watkins, 9.Clive Rowlands (c), 8.Alun Pask, 7.David Hayward, 6.Alan Thomas, 5.Brian Thomas, 4.Brian Price, 3.Kingsley Jones, 2.Norman Gale, 1.Len Cunningham | Formazioni | 15.Don Clarke, 14.Malcolm Dick, 13.Paul Little, 12.Bluey Arnold, 11.Ralph Caulton, 10.Bruce Watt, 9.Kevin Briscoe, 8.Kel Tremain, 7.Waka Nathan, 6.David Graham, 5.Allan Stewart, 4.Colin Meads, 3.Ken Gray, 2.Denis Young, 1.Wilson Whineray (c) |

| Londra 26 dicembre 1963 | Combined Services | 9 – 23 | Nuova Zelanda XV | Stadio di Twickenham |

| Leicester 28 dicembre 1963 | Midland Counties | 6 – 14 | Nuova Zelanda XV | Welford Road |

| Llanelli 31 dicembre 1963 | Llanelli RFC | 8 – 22 | Nuova Zelanda XV | Stradey Park |

| Arbitro: | Mc mahon |

| |            | |
| | Marcatori  | mete: Caulton, Meads trasf.: Cons Clarke c.p.: Clarke 2 |
| 15.John Willcox (c), 14.Malcolm Phillips, 13.Mike Weston, 12.Roger Sangwin, 11.James Roberts, 10.Phil Horrocks-Taylor, 9.Simon Clarke, 8.David Perry, 7.Victor Marriott, 6.Budge Rogers, 5.John Owen, 4.Mike Davis, 3.Nick Drake-Lee, 2.Herbert Godwin, 1.Philip Judd | Formazioni | 15.Don Clarke, 14.Malcolm Dick, 13.Paul Little, 12.Bluey Arnold, 11.Ralph Caulton, 10.Bruce Watt, 9.Kevin Briscoe, 8.Brian Lochore, 7.Kel Tremain, 6.David Graham, 5.Allan Stewart, 4.Colin Meads, 3.Ken Gray, 2.Denis Young, 1.Wilson Whineray (c) |

| Manchester 8 gennaio 1964 | North-Western Counties | 3 – 12 | Nuova Zelanda XV | White City Ground |

| Harrogate 11 gennaio 1964 | North-Eastern Counties | 11 – 17 | Nuova Zelanda XV | Yorkshire Agricultural |

| Aberdeen 14 gennaio 1964 | North of Scotland | 3 – 15 | Nuova Zelanda XV | Linksfield Stadium |

| Arbitro: | Ray Williams |

| |            | |
| 15.Stewart Wilson, 14.Christopher Elliot, 13.James Shackleton, 12.Iain Laughland, 11.Ronald Thomson, 10.Gregor Sharp, 9.Tremayne Rodd, 8.Thomas Grant, 7.James Fisher, 6.Jim Telfer, 5.Peter Brown, 4.William Hunter, 3.Brian Neill (c), 2.Norman Bruce, 1.David Rollo | Formazioni | 15.Don Clarke, 14.Malcolm Dick, 13.Paul Little, 12.Macfarlane Herewini, 11.Ralph Caulton, 10.Bruce Watt, 9.Kevin Briscoe, 8.Brian Lochore, 7.Kel Tremain, 6.David Graham, 5.Allan Stewart, 4.Colin Meads, 3.Ken Gray, 2.Denis Young, 1.Wilson Whineray (c) |

| Dublino 22 gennaio 1964 | Leinster | 8 – 11 | Nuova Zelanda XV | Lansdowne Road |

| Belfast 25 gennaio 1964 | Ulster | 5 – 24 | Nuova Zelanda XV | Ravenhill |

| Bournemouth 29 gennaio 1964 | South-Eastern Counties | 6 – 9 | Nuova Zelanda XV | King's Park |

| Tolosa 1º febbraio 1964 | Francia B | 8 – 17 | Nuova Zelanda XV | Stadium Municipal |

| Bordeaux 5 febbraio 1964 | South-West France | 0 – 23 | Nuova Zelanda XV | Stade Municipal |

| Arbitro: | Ray Williams |

| |            | |
| c.p.: Albaladejo | Marcatori  | mete: Caulton, Gray c.p.: Herewini Drop: Laidlaw |
| 15.Claude Lacaze, 14.Jean Gachassin, 13.Jean Pique, 12.Andre Boniface, 11.Christian Darrouy, 10.Pierre Albaladejo, 9.Jean-Claude Lasserre, 8.Jean Fabre (c), 7.Michel Crauste, 6.Andre Herrero, 5.Jean le Droff, 4.Benoit Dauga, 3.Jacques Bayardon, 2.Jean de Gregorio, 1.Jean-Baptiste Amestoy | Formazioni | 15.Don Clarke, 14.Malcolm Dick, 13.Paul Little, 12.Bluey Arnold, 11.Ralph Caulton, 10.Macfarlane Herewini, 9.Christopher Laidlaw, 8.Kel Tremain, 7.David Graham, 6.Waka Nathan, 5.Allan Stewart, 4.Colin Meads, 3.Ken Gray, 2.Denis Young, 1.Wilson Whineray (c) |

| Lione 12 febbraio 1964 | South-East France | 5 – 8 | Nuova Zelanda XV | Stade Municipal |

| Cardiff 15 febbraio 1964 | Barbarians | 3 – 36 | Nuova Zelanda XV | Arms Park |

| Vancouver 22 febbraio 1964 | British Columbia U25 | 3 – 6 | Nuova Zelanda XV | Empire Stadium |

| Vancouver 24 febbraio 1964 | British Columbia | 3 – 39 | Nuova Zelanda XV | Empire Stadium |